# La Rajada
La Rajada, parfois appelée villa Rajada, est un bâtiment vaudois situé sur le territoire de la commune de Gland, en Suisse.

## Histoire
La Rajada a été construite en collaboration par les frères Jakob et Christian Hunziker et par Robert Frei entre 1960 et 1962. Elle a ensuite été décorée de sculptures d'Henri Presset et de céramiques de Philippe Lambercy[source insuffisante].
La villa, de même que ses dépendances et ses environs, sont inscrits comme biens culturels suisse d'importance nationale. Elle est construite sur un modèle original tout en courbes avec des murs faits de blocs de granit ; la pièce principale du bâtiment est un séjour circulaire de 172 m2.